# Корабель-супутник-5
«Корабель-супутник-5» (рос. Корабль-спутник-5), інші назви Космічний корабель-5 (рос. Космический корабль-5), «Восток-3КА № 2», «Супутник-10» — радянський космічний апарат типу Восток-3КА, прототип пілотованого космічного корабля Восток. Сьомий випробувальний запуск за програмою Восток.

## Опис
Апарат складався з агрегатного відсіку у формі з'єднаних широкими основами конуса і зрізаного конуса. До меншої основи зрізаного конуса кріпився спускний апарат. Агрегатний відсік мав довжину 2,25 м, найбільший діаметр 2,43 м і масу 2,27 т.
Спускний апарат у формі кулі діаметром 2,3 м і масою 2,46 т з внутрішнім об'ємом 5,2 м³ був вкритий теплозахистом і мав систему життєзабезпечення. Всередині у кріслі-катапульті розміщувався манекен «Іван Іванович», також у кабіні розташовувались біологічні зразки, собака Звьоздочка (рос. Звёздочка, Зірочка), телевізійні камери і наукові прилади.

## Політ
25 березня 1961 року о 5:54 UTC з космодрому Байконур ракетою-носієм «Восток» було запущено космічний апарат «Корабель-супутник-5» типу Восток-3КА.
Після одного оберту апарат увімкнув гальмівний двигун і успішно приземлився о 7:40 UTC на північний схід від міста Іжевськ. Під час зниження апарата на парашуті з нього було катапультовано манекен «Івана Івановича», собака залишився в кабіні.